# Stavroúla Tsolakídou
Stavroúla Tsolakídou (grec moderne : Σταυρούλα Τσολακίδου) est une joueuse d'échecs grecque née le 24 mars 2000. Grand maître international féminin depuis 2016, elle est la numéro un grecque et la 71e joueuse mondiale avec un classement Elo de 2 390 points.

## Palmarès
Stavroúla Tsolakídou a remporté le championnat du monde d'échecs de la jeunesse dans les catégories des moins de 14 ans (en 2013), moins de 16 ans (en 2015) et moins de 18 ans (en 2016).

## Compétitions par équipe
Stavroúla Tsolakídou a représenté la Grèce au deuxième échiquier lors de l'olympiade d'échecs de 2014 (6 points sur 10), puis au premier échiquier lors de l'olympiade d'échecs de 2016, marquant 5,5 points sur 10.
Elle a participé au championnat d'Europe d'échecs des nations en 2013 (échiquier de réserve : remplaçante) et 2015 (au troisième échiquier de la Grèce).